# Cristoforo da Venezia
Cristoforo da Venezia o De Venetiis (Cremona, ultimo decennio del XV secolo – Cremona, gennaio 1550) è stato un intarsiatore italiano.

## Biografia
Figlio dell'intagliatore Antonio da Venezia, nacque probabilmente tra il 1490 ed il 1500 a Cremona e proseguì l'attività del padre e quella di intarsiatore in quella città e a Reggio Emilia nella prima metà del Cinquecento.
Del 1531 è la commissione, con il cremonese Paolo del Sacca, del coro ligneo della chiesa di San Francesco a Cremona, in seguito incorporata nell'ospedale Maggiore, opera perduta. Morto il Sacca nel 1537, l'impresa fu portata avanti da Cristoforo con il figlio Giuseppe che forse la terminò da solo molto più tardi, nel 1559. Nel 1540 l’artista si occupò di spostare, per conto dei canonici del duomo di Cremona, il coro quattrocentesco di Giovanni Maria Platina nel presbiterio della chiesa, adattandolo alla nuova collocazione e forse modificandolo in parte.
Al 1544 risale la commissione, da parte dei canonici della Basilica di San Prospero a Reggio Emilia per la realizzazione degli stalli del coro, poi collocati nel presbiterio dell basilica l'anno seguente. II coro è formato da 63 stalli: i superiori presentano il postergale decorato con due riquadri intarsiati: in alto una serie di finestre ad arco, aperte su vedute urbane, ed in basso disegni geometrici o nature morte.
L'opera è firmata "Xstophorus et Joseph filius Veneti da Cremona faciebant anno MDXLVI" nel primo stallo a sinistra. Successivamente i canonici reggiani ordinarono agli artisti anche un grande leggio, ornato di sei figure di santi intarsiate ed eseguite su cartone dei pittore Prospero Patanazzo, e due panconi con 16 sedili. Il riferimento stilistico più vicino è al coro cremonese del Platina, il cui modello è seguito da vicino e in alcune tarsie replicato.
Alcuni riferimenti documentari hanno fatto ipotizzare l'esistenza di un coro del XV secolo nella chiesa reggiana, forse eseguito dai Lendinara e in parte riutilizzato da Cristoforo e Giuseppe nel coro ancora esistente, ma la questione non è stata ancora definitivamente chiusa dalla critica.
Cristoforo morì tra il 26 ed il 30 gennaio 1550.